# Henri Lansbury
Henri George Lansbury (Enfield, 12 oktober 1990) is een Engels voetballer die doorgaans als middenvelder speelt. Hij verruilde Nottingham Forest in januari 2017 voor Aston Villa.

## Clubcarrière
Lansbury maakte op 31 oktober 2007 zijn debuut voor Arsenal, in een wedstrijd in de League Cup tegen Sheffield United. Door klierkoorts speelde hij de rest van het seizoen niet. Halverwege het seizoen daarop werd hij verhuurd aan Scunthorpe United. In dienst van die club maakte hij zijn eerste goal, tegen Swindon Town. In de seizoenen daarna speelde hij op huurbasis ook voor Watford, Norwich City en West Ham United.